# Irish Open 1970
Die Irish Open 1970 waren die 57. Austragung dieser internationalen Meisterschaften von Irland im Badminton. Sie fanden vom 20. bis zum 21. Februar 1970 in Dublin statt.

## Finalresultate
| Disziplin    | Sieger                    | Finalist                     | Ergebnis             |
| ------------ | ------------------------- | ---------------------------- | -------------------- |
| Herreneinzel | Robert McCoig             | Salahuddin Khawaja           | 15–5, 15–5           |
| Dameneinzel  | Yvonne Kelly              | Helen Kelly                  | 11–8, 11–5           |
| Herrendoppel | Robert McCoig Fraser Gow  | Kenneth Carlisle John McCloy | 15–5, 15–17, aufgabe |
| Damendoppel  | Yvonne Kelly Sue Peard    | Lena McAleese Joan McCloy    | 15–3, 11–15, 15–8    |
| Mixed        | Robert McCoig Helen Kelly | Jim McNeillage Maureen Hume  | 15–5, 15–11          |